# 斯基尔帕里奥
斯基尔帕里奥（義大利語：Schilpario），是意大利贝加莫省的一个市镇。总面积63平方公里，人口1271人，人口密度20.2人/平方公里（2009年）。国家统计（ISTAT）代码为016195。